# Xeromantispa scabrosa
Xeromantispa scabrosa är en insektsart som först beskrevs av Banks 1912.  Xeromantispa scabrosa ingår i släktet Xeromantispa och familjen fångsländor. Inga underarter finns listade i Catalogue of Life.